# Justin Tipuric
Justin Tipuric (propriamente Tipurić; Neath, 6 agosto 1989) è un rugbista a 15 britannico, internazionale per il Galles, terza linea ala degli Ospreys.

## Biografia
Proveniente da una famiglia di origine croata (suo nonno emigrò nel Regno Unito durante la seconda guerra mondiale), Tipuric crebbe a Trebanos, villaggio nel distretto di Neath Port Talbot.
Debuttò nel rugby di club con la squadra di Port Talbot dell'Aberavon, in cui rimase fino al 2010 prima di entrare nella prima squadra della franchise professionistica degli Ospreys in Pro12.
Debuttò in Nazionale gallese nei test match di preparazione alla Coppa del Mondo di rugby 2011 contro l'Argentina a Cardiff, ma non fu successivamente incluso nella rosa che prese parte alla rassegna mondiale; rientrò in squadra per i test di fine anno e per il successivo Sei Nazioni 2012 che il Galles vinse con il Grande Slam; il 2012 fu anche l'anno della sua prima vittoria, il Pro 12 con gli Ospreys.
Nel 2013, oltre a vincere di nuovo il Sei Nazioni, prese parte al tour dei British Lions in Australia, nel corso del quale scese in campo nell'ultimo dei tre test match contro gli Wallabies, la vittoria per 41-16 che permise ai Lions di aggiudicarsi la serie per due incontri a uno.
Quattro anni più tardi Warren Gatland lo convocò nuovamente British Lions per il loro tour in Nuova Zelanda, nel corso del quale scese in campo in cinque incontri infrasettimanali senza valenza di test match.

## Palmarès
- Pro12: 1
Ospreys: 2011-12